# Ormocarpum muricatum
Ormocarpum muricatum är en ärtväxtart som beskrevs av Emilio Chiovenda. Ormocarpum muricatum ingår i släktet Ormocarpum och familjen ärtväxter. Inga underarter finns listade i Catalogue of Life.